# Hiro Matsuda
Yasuhiro Kojima (jap. 小島泰弘 Kojima Yasuhiro), bardziej znany jako Hiro Matsuda; ur. 22 lipca 1937 w Jokohamie, zm. 27 listopada 1999 w Tampie) – jeden z najlepszych japońskich wrestlerów świata. W ringu zadebiutował w 1957 roku. Zajmował się szkoleniem m.in. Hulka Hogana. Ważył 119 kg i mierzył 189 cm.

## Pseudonimy
- The Master of the Japanese Sleeper[4]
- Kojima Saito[5]
- Hiro Matsuda[5]